# The Thin Blue Line (documentaire)
The Thin Blue Line is een Amerikaanse documentaire uit 1988 geregisseerd door Errol Morris met muziek van Philip Glass.

## Plot
In de film onderzoekt Errol Morris de moord op een politieagent in 1976 in Dallas. Morris komt erachter dat Randall Dale Adams, de persoon die van de moord verdacht werd en veroordeeld werd, onschuldig blijkt en dat David Ray Harris, de persoon die de melding maakte, de eigenlijke moordenaar betrof.

## Impact
Direct na het verschijnen van de film en de daarmee gepaard gaande publiciteit werd de strafzaak herzien en werd Adams vrijgelaten. Harris was toen reeds veroordeeld voor een andere moord en werd enkele jaren later daarvoor geëxecuteerd. De film staat ook bekend als de eerste film die nagespeelde reconstructies gebruikte, door deze korte geacteerde scènes merkte de commissie voor de Academy Awards de film daarom aan als fictie, en kreeg de uiterst populaire film geen nominatie in de categorie documentaires. In 2001 werd de film opgenomen in het National Film Registry.